# Galium peruvianum
Galium peruvianum là một loài thực vật có hoa trong họ Thiến thảo. Loài này được Dempster & Ehrend. mô tả khoa học đầu tiên năm 1981.